# Grande Prêmio de Mônaco de 1991
Resultados do Grande Prêmio de Mônaco de Fórmula 1 realizado em Montecarlo em 12 de maio de 1991. Quarta etapa do campeonato, foi vencido pelo brasileiro Ayrton Senna, da McLaren-Honda, com Nigel Mansell em segundo pela Williams-Renault e Jean Alesi em terceiro pela Ferrari.

## Resumo
Alex Caffi bateu forte na saída da chicane da piscina, destruiu seu Footwork e nem treinou à tarde na classificação. Foi levado para o hospital, mas teve alta.
Martin Brundle fez 1:24.840 e terminou em 19º na primeira classificação, mas após o treino o inglês foi desclassificado por não ter parado seu Brabham para a pesagem.
Ayrton Senna praticamente garantiu a pole nos treinos de quinta, no sábado ele tirou mais 2 décimos e fez mais uma pole em Monte Carlo. A grande surpresa dos treinos foi o italiano Stefano Modena, que fez um brilhante segundo lugar. Nelson Piquet largou em quarto, Roberto Moreno em oitavo, e Mauricio Gugelmin em décimo quinto.
Na largada, Senna assumiu a liderança, seguido de Modena, Patrese, Mansell, Piquet e Prost. Ainda na primeira volta, Piquet abandonou com a suspensão quebrada, era a segunda vez seguida que o brasileiro da Benetton não completava a primeira volta. Senna achou que iria abrir fácil vantagem nas primeiras voltas, mas chegou a tomar pressão de Modena. Demorou 15 voltas para o brasileiro abrir vantagem, já Modena era pressionado por Patrese.
Mansell foi para os boxes na volta 37 e voltou atrás de Prost em quinto. Na metade da prova, Senna tinha 22 segundos de vantagem para Modena, que chegou a abrir 7 segundos para Patrese, mas ele foi atrapalhado pela Dallara de Emanuelle Pirro por 3 voltas, e voltou a tomar pressão da Williams número 6. Na volta 43, Patrese tentou ultrapassar Modena na saída do túnel mas acabou batendo o bico do carro no muro, mas no mesmo momento Modena teve problemas de motor e os dois abandonaram na chicane do Porto. Os seis primeiros após 50 voltas, são Ayrton Senna, Alain Prost, Nigel Mansell, Jean Alesi, Emanuelle Pirro e Roberto Moreno.
Na 62ª volta, após ficar 25 voltas atrás de Alain Prost, Nigel Mansell com seu Williams-Renault conseguiu ultrapassá-lo na saída do túnel e fez a chicane na frente do francês da Ferrari para conquistar a 2ª posição. Uma ultrapassagem extraordinária do piloto inglês.
Ayrton Senna seguiu sem problemas para a sua vitória de número 30 na F1. Nigel Mansell terminou em segundo e finalmente marcou seus primeiros pontos na temporada, Jean Alesi completou o pódio, depois do pneu furado de Prost. Roberto Moreno termina em quarto e conquista seu melhor resultado na Fórmula 1, Prost fica em quinto e Pirro em sexto.
Senna vai a 40 pontos após sua quarta vitória na temporada, Prost e o segundo com 11 pontos e em terceiro está Gerhard Berger com 10 pontos.

## Classificação da corrida

### Pré-classificação
| Pos. | Nº | Piloto             | Construtor        | Tempo    | Dif.    |
| ---- | -- | ------------------ | ----------------- | -------- | ------- |
| 1    | 22 | J. J. Lehto        | Dallara-Judd      | 1:23.260 | —       |
| 2    | 33 | Andrea de Cesaris  | Jordan-Ford       | 1:23.538 | + 0.278 |
| 3    | 21 | Emanuele Pirro     | Dallara-Judd      | 1:24.421 | + 1.161 |
| 4    | 32 | Bertrand Gachot    | Jordan-Ford       | 1:24.802 | + 1.542 |
| 5    | 34 | Nicola Larini      | Lambo-Lamborghini | 1:25.893 | + 2.633 |
| 6    | 35 | Eric van de Poele  | Lambo-Lamborghini | 1:26.282 | + 3.022 |
| 7    | 31 | Pedro Chaves       | Coloni-Ford       | 1:27.389 | + 4.129 |
| 8    | 14 | Olivier Grouillard | Fondmetal-Ford    | 1:27.759 | + 4.499 |

### Treinos
| Pos.    | Nº | Piloto            | Construtor         | Q1       | Q2       | Dif.    |
| ------- | -- | ----------------- | ------------------ | -------- | -------- | ------- |
| 1       | 1  | Ayrton Senna      | McLaren-Honda      | 1:20.508 | 1:20.344 | —       |
| 2       | 4  | Stefano Modena    | Tyrrell-Honda      | 1:23.442 | 1:20.809 | + 0.465 |
| 3       | 6  | Riccardo Patrese  | Williams-Renault   | 1:22.057 | 1:20.973 | + 0.629 |
| 4       | 20 | Nelson Piquet     | Benetton-Ford      | 1:22.816 | 1:21.159 | + 0.815 |
| 5       | 5  | Nigel Mansell     | Williams-Renault   | 1:23.274 | 1:21.205 | + 0.861 |
| 6       | 2  | Gerhard Berger    | McLaren-Honda      | 1:21.222 | 1:21.583 | + 0.878 |
| 7       | 27 | Alain Prost       | Ferrari            | 1:22.113 | 1:21.455 | + 1.111 |
| 8       | 19 | Roberto Moreno    | Benetton-Ford      | 1:23.476 | 1:21.804 | + 1.460 |
| 9       | 28 | Jean Alesi        | Ferrari            | 1:22.966 | 1:21.910 | + 1.566 |
| 10      | 33 | Andrea de Cesaris | Jordan-Ford        | 1:24.257 | 1:22.764 | + 2.420 |
| 11      | 3  | Satoru Nakajima   | Tyrrell-Honda      | 1:24.435 | 1:22.972 | + 2.628 |
| 12      | 21 | Emanuele Pirro    | Dallara-Judd       | 1:23.311 | 1:23.022 | + 2.678 |
| 13      | 22 | J. J. Lehto       | Dallara-Judd       | 1:23.023 | 1:23.983 | + 2.679 |
| 14      | 23 | Pierluigi Martini | Minardi-Ferrari    | 1:24.101 | 1:23.064 | + 2.720 |
| 15      | 15 | Maurício Gugelmin | Leyton House-Ilmor | 1:24.920 | 1:23.394 | + 3.050 |
| 16      | 25 | Thierry Boutsen   | Ligier-Lamborghini | 1:24.728 | 1:23.431 | + 3.087 |
| 17      | 24 | Gianni Morbidelli | Minardi-Ferrari    | 1:24.481 | 1:23.584 | + 3.240 |
| 18      | 16 | Ivan Capelli      | Leyton House-Ilmor | 1:25.040 | 1:23.642 | + 3.298 |
| 19      | 30 | Aguri Suzuki      | Lola-Ford          | 1:26.380 | 1:23.898 | + 3.554 |
| 20      | 17 | Gabriele Tarquini | AGS-Ford           | 1:25.078 | 1:23.909 | + 3.565 |
| 21      | 29 | Eric Bernard      | Lola-Ford          | 1:25.370 | 1:24.079 | + 3.735 |
| 22      | 8  | Mark Blundell     | Brabham-Yamaha     | 1:25.500 | 1:24.109 | + 3.765 |
| 23      | 26 | Erik Comas        | Ligier-Lamborghini | 1:24.747 | 1:24.151 | + 3.807 |
| 24      | 32 | Bertrand Gachot   | Jordan-Ford        | 1:24.540 | 1:24.208 | + 3.864 |
| 25      | 9  | Michele Alboreto  | Footwork-Porsche   | 1:27.843 | 1:24.606 | + 4.262 |
| 26      | 11 | Mika Häkkinen     | Lotus-Judd         | 1:24.868 | 1:24.829 | + 4.485 |
| 27      | 12 | Julian Bailey     | Lotus-Judd         | 1:28.772 | 1:26.995 | + 6.651 |
| 28      | 18 | Fabrizio Barbazza | AGS-Ford           | 1:28.060 | 1:27.079 | + 6.735 |
| 29      | 10 | Alex Caffi        | Footwork-Porsche   | no time  | no time  | —       |
| DSQ     | 7  | Martin Brundle    | Brabham-Yamaha     | 1:24.840 | —        | —       |
| Fontes: |    |                   |                    |          |          |         |

### Corrida
| Pos.    | Nº | Piloto             | Construtor         | Voltas              | Tempo/Diferença      | Grid                | Pontos              |
| ------- | -- | ------------------ | ------------------ | ------------------- | -------------------- | ------------------- | ------------------- |
| 1       | 1  | Ayrton Senna       | McLaren-Honda      | 78                  | 1:53:02.334          | 1                   | 10                  |
| 2       | 5  | Nigel Mansell      | Williams-Renault   | 78                  | + 18.348             | 5                   | 6                   |
| 3       | 28 | Jean Alesi         | Ferrari            | 78                  | + 47.455             | 9                   | 4                   |
| 4       | 19 | Roberto Moreno     | Benetton-Ford      | 77                  | + 1 volta            | 8                   | 3                   |
| 5       | 27 | Alain Prost        | Ferrari            | 77                  | + 1 volta            | 7                   | 2                   |
| 6       | 21 | Emanuele Pirro     | Dallara-Judd       | 77                  | + 1 volta            | 12                  | 1                   |
| 7       | 25 | Thierry Boutsen    | Ligier-Lamborghini | 76                  | + 2 voltas           | 16                  |                     |
| 8       | 32 | Bertrand Gachot    | Jordan-Ford        | 76                  | + 2 voltas           | 24                  |                     |
| 9       | 29 | Eric Bernard       | Lola-Ford          | 76                  | + 2 voltas           | 21                  |                     |
| 10      | 26 | Erik Comas         | Ligier-Lamborghini | 76                  | + 2 voltas           | 23                  |                     |
| 11      | 22 | J. J. Lehto        | Dallara-Judd       | 75                  | + 3 voltas           | 13                  |                     |
| 12      | 23 | Pierluigi Martini  | Minardi-Ferrari    | 72                  | + 6 voltas           | 14                  |                     |
| Ret     | 11 | Mika Häkkinen      | Lotus-Judd         | 64                  | Vazamento de óleo    | 26                  |                     |
| Ret     | 24 | Gianni Morbidelli  | Minardi-Ferrari    | 49                  | Câmbio               | 17                  |                     |
| Ret     | 15 | Maurício Gugelmin  | Leyton House-Ilmor | 43                  | Regulador de pressão | 15                  |                     |
| Ret     | 4  | Stefano Modena     | Tyrrell-Honda      | 42                  | Motor                | 2                   |                     |
| Ret     | 6  | Riccardo Patrese   | Williams-Renault   | 42                  | Rodou                | 3                   |                     |
| Ret     | 8  | Mark Blundell      | Brabham-Yamaha     | 41                  | Rodou                | 22                  |                     |
| Ret     | 9  | Michele Alboreto   | Footwork-Porsche   | 39                  | Motor                | 25                  |                     |
| Ret     | 3  | Satoru Nakajima    | Tyrrell-Honda      | 35                  | Rodou                | 11                  |                     |
| Ret     | 30 | Aguri Suzuki       | Lola-Ford          | 24                  | Freios               | 19                  |                     |
| Ret     | 33 | Andrea de Cesaris  | Jordan-Ford        | 21                  | Regulador            | 10                  |                     |
| Ret     | 16 | Ivan Capelli       | Leyton House-Ilmor | 12                  | Freios               | 18                  |                     |
| Ret     | 17 | Gabriele Tarquini  | AGS-Ford           | 9                   | Câmbio               | 20                  |                     |
| Ret     | 2  | Gerhard Berger     | McLaren-Honda      | 9                   | Rodou                | 6                   |                     |
| Ret     | 20 | Nelson Piquet      | Benetton-Ford      | 0                   | Suspensão            | 4                   |                     |
| DNQ     | 12 | Julian Bailey      | Lotus-Judd         | Não qualificado     | Não qualificado      | Não qualificado     | Não qualificado     |
| DNQ     | 18 | Fabrizio Barbazza  | AGS-Ford           | Não qualificado     | Não qualificado      | Não qualificado     | Não qualificado     |
| DNQ     | 10 | Alex Caffi         | Footwork-Porsche   | Não qualificado     | Não qualificado      | Não qualificado     | Não qualificado     |
| DSQ     | 7  | Martin Brundle     | Brabham-Yamaha     | Desclassificado     | Desclassificado      | Desclassificado     | Desclassificado     |
| DNPQ    | 34 | Nicola Larini      | Lambo-Lamborghini  | Não pré-qualificado | Não pré-qualificado  | Não pré-qualificado | Não pré-qualificado |
| DNPQ    | 35 | Eric Van de Poele  | Lambo-Lamborghini  | Não pré-qualificado | Não pré-qualificado  | Não pré-qualificado | Não pré-qualificado |
| DNPQ    | 31 | Pedro Chaves       | Coloni-Ford        | Não pré-qualificado | Não pré-qualificado  | Não pré-qualificado | Não pré-qualificado |
| DNPQ    | 14 | Olivier Grouillard | Fondmetal-Ford     | Não pré-qualificado | Não pré-qualificado  | Não pré-qualificado | Não pré-qualificado |
| Fontes: |    |                    |                    |                     |                      |                     |                     |

## Tabela do campeonato após a corrida
| Pos.    | Piloto           | Pontos |
| ------- | ---------------- | ------ |
| 1       | Ayrton Senna     | 40     |
| 2       | Alain Prost      | 11     |
| 3       | Gerhard Berger   | 10     |
| 4       | Riccardo Patrese | 6      |
| 5       | Nigel Mansell    | 6      |
| Fontes: |                  |        |

| Pos.    | Construtor       | Pontos |
| ------- | ---------------- | ------ |
| 1       | McLaren-Honda    | 50     |
| 2       | Ferrari          | 16     |
| 3       | Williams-Renault | 12     |
| 4       | Benetton-Ford    | 9      |
| 5       | Tyrrell-Honda    | 5      |
| Fontes: |                  |        |

- Nota: Somente as primeiras cinco posições estão listadas.